# Tracy Barnes
Tracy Barnes (Durango, 26 april 1982) is een Amerikaanse voormalige biatlete. Ze vertegenwoordigde haar vaderland op de Olympische Winterspelen 2006 in Turijn. In 2014 had ze zich ook gekwalificeerd voor de Olympische Winterspelen 2014 in Sotsji, maar stond haar plaats af aan haar tweelingzus biatlete Lanny Barnes wie door ziekte zich niet voor de Olympische Spelen 2014 had kunnen kwalificeren. Tracy is getrouwd met team coach Gary Colliander.

## Resultaten

### Olympische Winterspelen
| Jaar | Plaats | Onderdeel   | Onderdeel | Onderdeel     | Onderdeel  | Onderdeel |
| Jaar | Plaats | Individueel | Sprint    | Achtervolging | Massastart | Estafette |
| ---- | ------ | ----------- | --------- | ------------- | ---------- | --------- |
| 2006 | Turijn | 57e         | 71e       | –             | –          | 15e       |

### Wereldkampioenschappen
| Jaar | Plaats           | Onderdeel                               | Onderdeel                               | Onderdeel                               | Onderdeel                               | Onderdeel                               | Onderdeel          |
| Jaar | Plaats           | Individueel                             | Sprint                                  | Achtervolging                           | Massastart                              | Estafette                               | Gemengde estafette |
| ---- | ---------------- | --------------------------------------- | --------------------------------------- | --------------------------------------- | --------------------------------------- | --------------------------------------- | ------------------ |
| 2003 | Chanty-Mansiejsk | –                                       | 50e                                     | 54e                                     | –                                       | DNF                                     |                    |
| 2004 | Oberhof          | –                                       | –                                       | –                                       | –                                       | –                                       |                    |
| 2005 | Hochfilzen       | –                                       | –                                       | –                                       | –                                       | –                                       | –                  |
| 2006 | Pokljuka         | Niet gehouden vanwege Olympische Spelen | Niet gehouden vanwege Olympische Spelen | Niet gehouden vanwege Olympische Spelen | Niet gehouden vanwege Olympische Spelen | Niet gehouden vanwege Olympische Spelen | –                  |
| 2007 | Antholz          | 50e                                     | 41e                                     | 38e                                     | –                                       | –                                       | DNS                |
| 2008 | Östersund        | –                                       | 88e                                     | –                                       | –                                       | 18e                                     | 16e                |
| 2009 | Pyeongchang      | 59e                                     | 56e                                     | 55e                                     | –                                       | 10e                                     | –                  |

### Wereldkampioenschappen junioren
| Jaar | Plaats           | Onderdeel   | Onderdeel | Onderdeel     | Onderdeel |
| Jaar | Plaats           | Individueel | Sprint    | Achtervolging | Estafette |
| ---- | ---------------- | ----------- | --------- | ------------- | --------- |
| 2001 | Chanty-Mansiejsk | –           | 43e       | 32e           | 8e        |
| 2002 | Ratschings       | 8e          | 24e       | 20e           | Zilver    |
| 2003 | Kościelisko      | 52e         | 41e       | 42e           | 12e       |

### Wereldbeker
Eindklasseringen
| Seizoen   | Algemeen | Individueel | Sprint | Achtervolging | Massastart |
| --------- | -------- | ----------- | ------ | ------------- | ---------- |
| 2004/2005 | 71e      | –           | 67e    | 60e           | –          |